# Gory Gopéla
Pour les articles homonymes, voir Gory.
Gory-Gopéla est une localité et une commune rurale malienne, située dans le pays de la Guïdimaxa, cercle de Kayes dans la région de Kayes. 

## Géographie
Elle se situé à 8 km au nord de la commune de Gouméra.

## Villages
La commune s'étend sur cinq localités relevées lors du recensement général de 2009. 
Les villages les plus peuplés sont :
- Bougoutinti Gopéla (2 714 habitants) ;
- Gory Gopéla (1 810 habitants) ;
- Koumaréfara (1 630 habitants).

La loi 2023-007 attribue à la commune rurale 6 villages  :
- Bougoutinti
- Dag-Dag
- Tichy Gansoye
- Gory Gopela
- Koumaréfara
- Bougountinti Gopela